# 5298 Paraskevopoulos
5298 Paraskevopoulos (1966 PK) là một tiểu hành tinh vành đai chính được phát hiện ngày 7 tháng 8 năm 1966 ở Bloemfontein.